# محمد محمد أحمد الصبري
محمد بن محمد بن أحمد الصبري برلماني يمني، عضو في مجلس النواب، عن الدورة البرلمانية 2003-2009 والكتلة البرلمانية لنواب حزب المؤتمر الشعبي العام عن الدائرة الانتخابية رقم (91) بمحافظة إب ويعتبر من مشايخ عشيرة آل الصبري التي ترجع إلى قبيلة مراد من قبائل مذحج القحطانية.